# Coleraine FC
Coleraine FC är ett nordirländskt fotbollslag och spelar i NIFL Premiership. Fotbollsklubb grundades 1927. 

## Meriter
- Irish Premier League[1]
  - Vinnare (1): 1974
- Irish Cup[2]
  - Vinnare (6): 1965, 1972, 1975, 1977, 2003, 2018
- Irish League Cup[3]
  - Vinnare (1): 1988
- Gold Cup
  - Vinnare (4): 1932, 1958, 1969, 1975

## Trikåer
Hemmakit
| Hemmaställ | Hemmaställ | Hemmaställ | Hemmaställ |

## Placering tidigare säsonger
| Säsong  | Nivå | Liga                 | Placering | Referens      |
| ------- | ---- | -------------------- | --------- | ------------- |
| 2007/08 | 1    | Irish Premier League | 9         | [ 4 ]         |
| 2008/09 | 1    | NIFL Premiership     | 5         | [ 5 ]         |
| 2009/10 | 1    | NIFL Premiership     | 7         | [ 6 ]         |
| 2010/11 | 1    | NIFL Premiership     | 7         | [ 7 ]         |
| 2011/12 | 1    | NIFL Premiership     | 4         | [ 8 ]         |
| 2012/13 | 1    | NIFL Premiership     | 6         | [ 9 ]         |
| 2013/14 | 1    | NIFL Premiership     | 9         | [ 10 ]        |
| 2014/15 | 1    | NIFL Premiership     | 8         | [ 11 ]        |
| 2015/16 | 1    | NIFL Premiership     | 5         | [ 12 ]        |
| 2016/17 | 1    | NIFL Premiership     | 3         | [ 13 ]        |
| 2017/18 | 1    | NIFL Premiership     | 2         | [ 14 ]        |
| 2018/19 | 1    | NIFL Premiership     | 6         | [ 15 ]        |
| 2019/20 | 1    | NIFL Premiership     | 2         | [ 16 ] [ 17 ] |
| 2020/21 | 1    | NIFL Premiership     | 2         | [ 18 ]        |
| 2021/22 | 1    | NIFL Premiership     | 6         | [ 19 ]        |
| 2022/23 | 1    | NIFL Premiership     | 6         | [ 20 ]        |
| 2023/24 | 1    | NIFL Premiership     | 6         | [ 21 ]        |
| 2024/25 | 1    | NIFL Premiership     | 5         | [ 22 ]        |

## Nuvarande spelartrupp
- Senast uppdaterad 31 augusti 2022